# Opeatocerus purpurata
Opeatocerus purpurata är en tvåvingeart som först beskrevs av John Obadiah Westwood 1850.  Opeatocerus purpurata ingår i släktet Opeatocerus och familjen rovflugor. Inga underarter finns listade i Catalogue of Life.